# Републикански път III-6002
Републикански път IIІ-6002 е третокласен път, част от Републиканската пътна мрежа на България, преминаващ по територията на област София и Софийска област. Дължината му е 6,6 km.
Пътят се отклонява надясно при 136,2 km на Републикански път I-6 южно от село село Горни Богров и се насочва на югоизток през източната част на Софийската котловина. След 2 km навлиза в Софийска област, преминава през село Мусачево и в центъра на град Елин Пелин се свързва с Републикански път III-105 при неговия 9,2 km.
| Пътища, отклоняващи се надясно (населено място, № на пътя, посока на пътя) | km  | Пътища, отклоняващи се наляво (посока на пътя, № на пътя, населено място) |
| -------------------------------------------------------------------------- | --- | ------------------------------------------------------------------------- |
| Област София, I-6, 136,2 km →                                              | 0,0 | → 136,2 km, I-6, Област София                                             |
| Община Елин Пелин, Софийска област                                         | 1,9 | Софийска област, Община Елин Пелин                                        |
| (за с. Равно поле) общински път, с. Мусачево ←                             | 3,2 | с. Мусачево                                                               |
| гр. Елин Пелин                                                             | 5,7 | → гр. Елин Пелин, общински път (за с. Григорево)                          |
| (до с. Нови хан) III-105, 9,2 km, гр. Елин Пелин ←                         | 6,6 | ← гр. Елин Пелин, 9,2 km, III-105 (от с. Елешница)                        |